# Verwaltungsarchiv (Zeitschrift)
Das Verwaltungsarchiv (abgekürzt: VerwArch) ist eine juristische Fachzeitschrift, in der Entscheidungen und Aufsätze zu Verwaltungslehre, Verwaltungsrecht und Verwaltungspolitik veröffentlicht werden.
Die Herausgeber sind oder waren Elke Luise Barnstedt, Arthur Benz, Willi Blümel, Siegfried Broß, Jürgen Fluck, Klaus König, Hans-Werner Laubinger, Christian-Friedrich Menger, Rainer Pietzner, Michael Ronellenfitsch, Wolf-Rüdiger Schenke und Jan Ziekow, bei dem auch die Schriftleitung liegt.
Die Zeitschrift erscheint viermal jährlich unter der Marke Carl Heymanns Verlag des Verlags Wolters Kluwer in einer Auflage von 1.000 Exemplaren.